# 5715 Kramer
5715 Kramer è un asteroide della fascia principale. Scoperto nel 1982, presenta un'orbita caratterizzata da un semiasse maggiore pari a 3,1918561 UA e da un'eccentricità di 0,1664429, inclinata di 4,00233° rispetto all'eclittica.